# Nothybus kempi
Nothybus kempi är en tvåvingeart som först beskrevs av Enrico Adelelmo Brunetti 1913.  Nothybus kempi ingår i släktet Nothybus och familjen Nothybidae. Inga underarter finns listade i Catalogue of Life.